# Navelli
Navelli est une commune de la province de L'Aquila dans les Abruzzes en Italie.

## Administration
| Période                                  | Période  | Identité       | Étiquette                  | Qualité |
| ---------------------------------------- | -------- | -------------- | -------------------------- | ------- |
| 14 juin 2004                             | En cours | Paolo Federico | Insieme Reg. Valle d'Aosta |         |
| Les données manquantes sont à compléter. |          |                |                            |         |

### Hameaux
Civitaretenga

### Communes limitrophes
Acciano, Bussi sul Tirino (PE), Capestrano, Caporciano, Carapelle Calvisio, Castelvecchio Calvisio, Collepietro, San Benedetto in Perillis